# Petter Bristav
Petter August Bristav, född 29 april 1986 i Skara, är en svensk komiker, poddare och redigerare bosatt i Stockholm.

## Karriär
Petter Bristav arbetade som garderobiär på Norra Brunn innan han försökte sig på komikeryrket. Då blev han inspirerad av andra komiker, vilket ledde till att han valde att försöka själv.  
Han har arbetat med tv-produktioner såsom Extra! Extra!, Roast på Berns, Cirkus Möller och Partaj där han även har synts i bild. Bristav har skrivit och redigerat tjugo sketcher till SVT Humor, tio under namnet "Evelyns Videoblogg" och tio stycken under namnet "Marja Nyberg: Nöjesreporter". Samt en liten biroll i filmen "ett hål i mitt hjärta".
I oktober 2010 startade Petter Bristav podcasten "Till Slut Kommer Någon Att Skratta" ("TSKNAS") tillsammans med komikerkollegorna Soran Ismail och Aron Flam.
Den 21 juni 2012 var Bristav först ut som sommarpratare i P4 Skaraborgs årliga sommarprat.
Bristav producerade under perioden 2014–2015 även podden Petter Bristavs Pendlar-Podd. Den lades dock ner på grund av för hög arbetsbelastning.
Den 29 januari 2018 startade Bristav podden "Va Glor Du På?".

## TV-medverkan i urval
- 2008 – Extra! Extra! (TV-serie)
- 2009 – Cirkus Möller (TV-serie)
- 2010 – Roast på Berns (TV-serie)
- 2011 – Partaj
- 2017 – Släng dig i brunnen (TV-serie)